# Riforma dell'Esercito Italiano del 1975
La riforma dell'Esercito Italiano del 1975 è stata una delle più radicali che abbiano interessato l'Esercito Italiano. La riforma venne promossa dal generale Andrea Cucino, che diventato capo di stato maggiore dell'esercito il 1º febbraio 1975, ordinò una revisione immediata della struttura dell'esercito. Dopo due mesi Cucino e il suo staff presentarono un piano per ristrutturare l'intera forza armata e dopo aver assicurato ulteriori 1.100 miliardi di lire in dieci anni per modernizzare l'equipaggiamento dell'esercito, ordinò che la riforma avesse inizio il 1º settembre 1975; il 31 dicembre 1975 la riforma era conclusa, e gli organi, le unità, la dottrina, l'addestramento e l'organizzazione dell'esercito erano stati radicalmente modificati. Dopo la riforma le unità operative erano pronte al 93%, con la Divisione corazzata "Ariete" pronta al 100% così come il Comando di artiglieria antiaerea.

## La riforma
La riforma ha abolito il livello reggimentale sostituendolo con brigate pluriarma. La riforma ha sciolto 48 comandi reggimentali e 87 battaglioni. Altri dieci comandi reggimentali vennero trasformati in comandi di brigata. Dieci centri di addestramento, che per motivi tradizionali erano a livello di reggimento, vennero sciolti. La riduzione delle unità ha anche permesso di meccanizzare la maggior parte delle restanti unità nel Nord Italia e la strategia di difesa dell'Italia è passata da una difesa territoriale a una guerra mobile.

### Addestramento e personale
Nell'ambito della riforma, la durata del servizio militare nell'esercito venne ridotta da 15 a 12 mesi (articolo 40, legge n. 191, 31 maggio 1975) e il personale dell'esercito venne ridotto da 285.000 a 240.000 uomini. Allo stesso tempo, l'addestramento delle reclute venne radicalmente modificato: fino al 1975 tutte le reclute ricevevano la loro formazione base presso dieci Centri di addestramento reclute (CAR) e successivamente venivano assegnati presso le unità. Con la riforma a tutti i comandi delle grandi unità venne assegnato un Battaglioni di addestramento delle reclute (BAR), per l'addestramento dei soldati che avrebbero poi fatto parte al termine del loro addestramento ai reparti dell'unità militare da cui il Battaglione addestramento reclute dipendeva.

### Brigate
Con la riforma dell'esercito vennero costituite dieci nuove brigate e le nominò, a seconda della divisione a cui furono assegnate, da diverse convenzioni:
La divisione corazzata "Centauro" venne suddivisa in due brigate, che ricevettero il nome di battaglie combattute in Lombardia durante la prima guerra d'indipendenza:
- 3ª Brigata meccanizzata "Goito", che prendeva il nome in ricordo della battaglia di Goito combattuta il 30 maggio 1848
- 31ª Brigata corazzata "Curtatone", che prendeva il nome in ricordo della battaglia di Curtatone combattuta il 29 maggio 1848

Alle due brigate venne unita la Brigata meccanizzata "Legnano", costituita nello stesso anno dalla riconfigurazione Divisione fanteria "Legnano", che prendeva il nome in ricordo dalla battaglia di Legnano combattuta tra l'esercito imperiale di Federico Barbarossa e le truppe della Lega Lombarda il 29 maggio 1176 tra le località di Legnano e Borsano, nell'Altomilanese.
La divisione corazzata "Ariete" venne suddivisa in tre brigate, che prendevano il nome dagli eroi della Rivoluzione negli stati italiani del 1848-1849 :
- 8ª Brigata meccanizzata "Garibaldi" in onore di Giuseppe Garibaldi, che guidò le forze militari della Repubblica Romana
- 32ª Brigata corazzata "Mameli" in onore di Goffredo Mameli, che scrisse l'Inno nazionale italiano e morì durante l'assedio di Roma
- 132ª Brigata corazzata "Manin" in onore di Daniele Manin, presidente della Repubblica di San Marco

La divisione meccanizzata "Folgore" dopo la riforma era costituita da tre brigate, due delle quali ricevettero il nome di due battaglie della prima guerra mondiale e una brigata preesistente, che prendeva il nome da una divisione della seconda guerra mondiale, che si era distinta durante la campagna del Nordafrica:
- Brigata meccanizzata "Gorizia", che prendeva il nome in ricordo della battaglia di Gorizia
- Brigata corazzata "Vittorio Veneto", che prendeva il nome in ricordo della battaglia di Vittorio Veneto decisiva per la vittoria dell'Italia nel primo conflitto mondiale.

Alle due brigate venne unita la Brigata meccanizzata "Trieste", erede della tradizione della 101ª Divisione motorizzata "Trieste".
La divisione meccanizzata "Mantova" dopo la riforma era costituita da tre brigate, una di nuova costituzione che prendeva il nome di una serie di battaglie della prima guerra mondiale, una brigata preesistente che prendeva il nome di una battaglia della prima guerra mondiale e una brigata di nuova costituzione, che prendeva il nome ed ereditava le tradizioni di una divisione che nel corso della seconda guerra mondiale si era distinta durante la campagna del Nordafrica:
- Brigata meccanizzata "Isonzo", che prendeva il nome in ricordo delle battaglie dell'Isonzo una serie di battaglie della prima guerra mondiale combattute lungo la frontiera orientale Italo-Austriaca, nei pressi del fiume Isonzo
- Brigata meccanizzata "Brescia", che prendeva il nome, ereditandone le tradizioni, della 27ª Divisione fanteria "Brescia", che durante la seconda guerra mondiale partecipò alla campagna del Nordafrica distinguendosi nell'assedio di Tobruk, nella presa di Marsa Matruh e nella battaglia di El Alamein.

Alle due brigate venne unita la brigata corazzata "Pozzuolo del Friuli", che prendeva il nome in ricordo della battaglia di Pozzuolo del Friuli combattuta nel corso della prima guerra mondiale.
La decima nuova brigata fu la Brigata motorizzata "Acqui", che prendeva il nome, ereditandone le tradizioni, della 33ª Divisione fanteria "Acqui" annientata dai tedeschi dopo l'armistizio dell'8 settembre 1943 nell'eccidio di Cefalonia.

### Battaglioni e Gruppi
Nel 1975 i battaglioni e i gruppi diventati autonomi con l'abolizione del livello reggimentale in seguito alla riforma, ricevettero nome, bandiera di guerra e stemma, ancora in uso oggi. La convenzione di denominazione introdotta nel 1975 era la seguente:

#### Fanteria
I reggimenti di fanteria di linea portavano già nomi prima della riforma e per lo più li mantennero. I battaglioni di fanteria di recente autonomia che cambiarono nome, lo fecero perché in un caso esisteva una divisione con lo stesso nome (114º Reggimento fanteria "Mantova" - Divisione meccanizzata "Mantova"), in sei casi il reggimento faceva parte di una brigata omonima (ovvero 17º Reggimento fanteria "Acqui" - Brigata motorizzata "Acqui", 67º Reggimento fanteria "Legnano" - Brigata meccanizzata "Legnano"), in sei casi perché era attivo anche il reggimento gemello del reggimento con lo stesso nome (cioè 59º Reggimento fanteria "Calabria" - 60º Reggimento fanteria "Calabria", 151º Reggimento fanteria "Sassari" - 152º Reggimento fanteria "Sassari"), in due casi perché un reggimento di artiglieria portava lo stesso nome (33º Reggimento fanteria "Livorno" - 28º Reggimento artiglieria "Livorno", 120º Reggimento fanteria "Emilia" - 155º Reggimento artiglieria "Emilia"), in due casi perché esisteva una brigata omonima e perché il reggimento gemello del Reggimento era già attivo con lo stesso nome 21º Reggimento fanteria "Cremona" - 22º Reggimento fanteria "Cremona" - Brigata motorizzata "Cremona"); nel caso del 1º Reggimento di fanteria riattivato "Re" ("Re"), perché l'Esercito Italiano non voleva che l'unità avesse un titolo reale e prese il nome di 1º Battaglione Fanteria motorizzato "San Giusto" in omaggio a San Giusto patrono della città di Trieste, sede del battaglione, come era successo per lo stesso motivo al 9º Reggimento fanteria "Regina"  era stato ribattezzato nel 1947 9º Reggimento fanteria "Bari".
Tutti i battaglioni di fanteria di nuova autonomia, ad eccezione di sei, ricevettero nomi di battaglie in cui il reggimento antecedente si era distinto. I sei battaglioni furono ribattezzati, in un caso per il santo patrono della città dove era situata l'unità (1º Battaglione Fanteria motorizzato "San Giusto"), in un caso per un quartiere della città, che dava il nome all'unità (33º battaglione fanteria arresto "Ardenza"), in un caso per un evento storico avvenuto nell'area che dava il nome al reggimento (74º Battaglione fanteria d'arresto "Pontida"). Nei restanti tre casi per il nome storico della regione che circonda la base dell'unità da cui attingeva le sue reclute: 45º battaglione di fanteria (addestramento) "Arborea", 47º Battaglione fanteria (addestramento) "Salento", 91º battaglione fanteria (addestramento) "Lucania".
Ogni specialità della fanteria ha sviluppato una propria convenzione di denominazione.

##### Granatieri
I tre battaglioni Granatieri ricevettero i nomi due battaglie, dove i Granatieri avevano resistito a soverchianti forze nemiche, mentre il terzo il nome più antico reggimento di fanteria di ordinanza:
- 1º Battaglione Granatieri meccanizzato "Assietta", in ricordo della battaglia dell'Assietta combattuta nel 1747 nel corso della guerra di successione austriaca, nella quale i Granatieri fermarono l'invasione francese del Piemonte;
- 2º Battaglione Granatieri meccanizzato "Cengio", in ricordo della battaglia combattuta su Monte Cengio nel corso della prima guerra mondiale, dove nel 1916 i Granatieri fermarono l'offensiva austro-ungarica sugli altipiani di Asiago;
- 3º Battaglione Granatieri addestramento reclute "Guardie" (BAR), in ricordo del Reggimento guardie, creato nel 1659 dal duca Carlo Emanuele II di Savoia dichiarato nel 1664 il primo e il più anziano reggimento della fanteria d'ordinanza.

##### Bersaglieri
I reggimenti e battaglioni bersaglieri non avevano portato nomi prima della riforma e i battaglioni di recente autonomia, con due eccezioni, ricevettero nomi di battaglie combattute dal corpo. Il 1º Battaglione bersaglieri ricevette del fondatore del corpo generale Alessandro Ferrero La Marmora, mentre l'11º Battaglione, che ricette la bandiera di guerra del 182º Reggimento "Garibaldi", ricevette il nome dell'isola di Caprera, dove Giuseppe Garibaldi aveva ha trascorso gli ultimi anni della sua vita.

##### Alpini
I battaglioni Alpini e i gruppi di artiglieria di montagna associati erano stati reclutati nelle valli alpine del Nord Italia e furono nominati dal 1887 per l'ubicazione del loro deposito principale. Con la riforma del 1975 i battaglioni Alpini e i gruppi di artiglieria di montagna divennero indipendenti con i loro nomi storici.

##### Carristi
I battaglioni carri ricevettero nomi di ufficiali, soldati e partigiani, che avevano ricevuto postumo il più alto riconoscimento militare italiano la Medaglia d'oro al valore militare per l'eroismo durante la seconda guerra mondiale.

##### Paracadutisti
I battaglioni paracadutisti ricevettero nomi di battaglie della seconda guerra mondiale: Seconda battaglia di El Alamein, aviolancio di Poggio Rusco l'unico aviolancio di guerra effettuato in Italia nella storia dei paracadutisti italiani, un battaglione ricevette il nome Tarquinia per l'ubicazione della prima scuola di paracadutismo militare italiana, Il battaglione d'assalto dei paracadutisti ricevette il nome 9º Battaglione d'assalto paracadutisti "Col Moschin" in ricordo della conquista nella prima guerra mondiale della vetta del Col Moschin dal suo reggimento precedente.

##### Lagunari
La specialità più giovane della fanteria, i Lagunari, schierarono due battaglioni dopo la riforma:
- 1º Battaglione Lagunari "Serenissima", per il titolo onorifico della Repubblica di Venezia
- Battaglione anfibio "Sile", dal il fiume Sile, che sfocia nella laguna veneziana che fu sede di pesanti combattimenti tra le forze austro-ungariche e italiane nel 1918.

#### Cavalleria
Dopo i gruppi squadroni di cavalleria mantennero i loro nomi tradizionali, con due gruppi squadroni "Nizza Cavalleria" e "Savoia Cavalleria" che mantennero i loro nomi dei vecchi possedimenti del Regno di Sardegna poi passati alla Francia, la Contea di Nizza e il Ducato di Savoia, il gruppo squadroni "Lancieri di Montebello" mantenne il suo nome che rievocava la battaglia di Montebello della seconda guerra d'indipendenza, un gruppo squadroni ("Cavalleggeri Guide") che mantenne il suo titolo di "Guida", mentre il resto dei gruppi squadroni ha mantenuto le loro denominazioni geografiche: "Piemonte Cavalleria", "Genova Cavalleria", "Lancieri di Novara", "Lancieri di Aosta", "Lancieri di Milano", "Cavalleggeri di Saluzzo", "Cavalleggeri di Lodi", "Cavalleggeri di Monferrato", "Cavalleggeri di Alessandria".

#### Artiglieria
L'artiglieria rimase divisa nelle seguenti specialità:
- artiglieria da campagna - inclusa anche artiglieria da campagna semovente e artiglieria da campagna paracadutisti: gruppi di questo tipo erano elementi di manovra di unità a livello di brigata e venivano dati bandiere di guerra e nomi di ex reggimenti di artiglieria divisionale.
- artiglieria pesante campale - compresa anche artiglieria pesante campale semovente: reggimenti e gruppi di questo tipo erano elementi di supporto di divisioni o corpi d'armata; ai primi furono date bandiere di guerra di ex reggimenti di artiglieria divisionale, mentre i secondi ricevettero bandiere di guerra di ex reggimenti di artiglieria.
- artiglieria pesante - compresa anche artiglieria semovente pesante: gruppi di questo tipo furono incaricati del fuoco nucleare strategico a livello dell'esercito e furono dati, ad eccezione del 27º Reggimento artiglieria pesante semovente, bandiere di guerra degli ex reggimenti di artiglieria dell'esercito. Il 27º Reggimento artiglieria era originariamente un reggimento di artiglieria campale, che nel tempo era diventato un'unità di artiglieria pesante, che conservava ancora la sua bandiera da guerra di artiglieria da campo.
- artiglieria da montagna - Artiglieria di montagna: gruppi di questo tipo erano elementi di manovra delle brigate alpine.
- artiglieria controaerei - Artiglieria antiaerea.
- artiglieria a cavallo - l'unico reggimento di questo tipo, il Reggimento artiglieria a cavallo "Voloire", fu organizzato come reggimento di artiglieria pesante semovente campale.

La maggior parte delle unità di artiglieria mantenne i nomi degli ex reggimenti, dei quali ereditarono le bandiere di guerra. Le unità, che hanno cambiato il loro nome, lo hanno fatto perché:
- in due perché esisteva una divisione con lo stesso nome (131º Reggimento artiglieria "Centauro" - Divisione corazzata "Centauro", 132º Reggimento artiglieria corazzata "Ariete" - Divisione corazzata "Ariete")
- in un caso esistevano una divisione e una brigata con lo stesso nome (185º Reggimento artiglieria paracadutisti "Folgore" - Divisione meccanizzata "Folgore" - Brigata paracadutisti "Folgore")
- in cinque casi esisteva una brigata omonima (ovvero 7º Reggimento artiglieria da campagna "Cremona" - Brigata motorizzata "Cremona", 35º Reggimento artiglieria "Friuli" - Brigata motorizzata "Friuli").
- in otto casi perché un reggimento di fanteria portava lo stesso nome (183º Reggimento fanteria "Nembo" - 184º Reggimento artiglieria "Nembo") e nel caso del 120º gruppo semovente di artiglieria da campo il nome "Po" doveva essere scelto poiché l'unità precedente era semplicemente nota come 120º reggimento motorizzato.

A differenza delle altre armi di servizio dell'esercito, l'artiglieria non ha seguito una convenzione di denominazione unificata, con gruppi unità per battaglie (3° "Pastrengo", 13° "Magliana", 184° "Filottrano"), fiumi (1° "Adige", 10° "Avisio"), montagne (4° "Bondone"), regioni geografiche (14° "Murge", 47° "Gargano"), città (33° "Terni", 132° "Rovereto"), ponti (19° "Rialto") e divisioni della Seconda Guerra Mondiale (120° "Po"). I gruppi di riserva antiaerea leggeri sono stati sistematicamente chiamati con nomi di rapaci.

#### Genio
I battaglioni del Genio ricevettero nomi di un lago se facenti parte delle truppe di corpo d'armata o di un fiume se facevano parte di una divisione o di una brigata: il 5º Battaglione genio pionieri "Bolsena" faceva parte del 5º Corpo d'armata, mentre il 104º battaglione dei pionieri "Torre" faceva parte della Divisione meccanizzata  "Mantova". Nel caso del 184º Battaglione genio pionieri "Santerno", il nome fu scelto per commemorare anche il ruolo del CLXXXIV Battaglione misto genio del Gruppo di Combattimento "Folgore" nell'attraversamento il fiume Santerno nella battaglia dei tre fiumi durante l'offensiva di primavera degli Alleati del 1945.

#### Trasmissioni
I battaglioni delle trasmissioni ricevettero nomi di passi di montagna, come ad esempio il 4º Battaglione trasmissioni "Gardena" e il 33º Battaglione guerra elettronica "Falzarego", ad eccezione dei due battaglioni stanziati al sud, che ricevettero nomi di vulcani: 45º Battaglione trasmissioni "Vulture" e 46º Battaglione trasmissioni "Mongibello".

#### Aviazione dell'Esercito
Le unità di Aviazione dell'Esercito erano nuove creazioni e ricevettero nomi di stelle e costellazioni: [6]
- I raggruppamenti erano numerati con una sola cifra e ricevettero nomi di stelle: il 5º Raggruppamento aviazione leggera dell'Esercito "Rigel" ricevette il nome della stella più luminosa della costellazione di Orione e di conseguenza, lo stemma delle unità evidenziavano la stella che dava il nome all'interno della sua costellazione. Le unità di Aviazione dell'Esercito negli anni novanta vennero elevate livello al reggimento e le unità di supporto tecnico logistico ricevettero nomì della costellazione del reggimento di Aviazione dell'Esercito al quale fornivano supporto: il reggimento di supporto del 5º Reggimento AVES "Rigel" ricevette il nome di 2º Reggimento di sostegno AVES "Orione".
- I gruppi di squadroni erano numerati con due cifre ricevettero nomi di costellazioni e di pianeti del Sistema Solare.I nomi furono scelti in relazione alla ubicazione dell'unità o in relazione all'unità superiore di cui il gruppo squadrone faceva parte: il 34º Gruppo squadroni AVES "Toro", costituito nel 1986 da squadroni con sede a Torino, ricevette il nome della costellazione del "Toro" poiché il simbolo di Torino è un toro rampante. Il 46º Gruppo squadroni della Divisione corazzata "Centauro" ricevette il nome della costellazione del "Sagittario", poiché questa costellazione è comunemente rappresentata da un Centauro che tende l'arco, che è anche il simbolo della divisione.

Inoltre, i numeri assegnati ai gruppi squadroni sono stati specificati come:
- 10-19 per gruppi squadroni elicotteri trasporto medio (Elicotteri da Trasporto Medio - ETM)
- 20-39 per aerei leggeri e gruppi squadroni elicotteri (Aerei Leggeri e Elicotteri - ALE)
- 40-49 per gruppi squadroni elicotteri da ricognizione (Elicotteri da Ricognizione - ERI)
- 50-59 per gruppi squadroni elicotteri multiruolo (Elicotteri Multiruolo - EM)

Se un gruppo di squadroni faceva parte di un reggimento, la seconda cifra corrispondeva al reggimento di appartenenza. Ad esempio il 44º Gruppo squadroni elicottero da ricognizione era assegnato al 4º Raggruppamento "Altair".

#### Trasporti e materiali
I battaglioni trasporti ricevettero e nomi delle strade romane vicine alle loro sedi: il 10º Battaglione trasporti "Appia", il Battaglione logistico di manovra interforze "Salaria" e l'11° autogruppo di manovra "Flaminia", entrambi con sede a Roma, ricevettero nomi di strade romane che iniziano a Roma.
I battaglioni logistici ricevettero i nomi della divisione o della brigata a cui venivano assegnati. Nel 1986 alle unità logistiche e di supporto dei reparti vennero dati i nomi dei paesaggi nell'area delle operazioni dei reparti: "Carnia", "Carso", "Dolomiti". 